# Стродс-Міллс (Пенсільванія)
Стродс-Міллс (англ. Strodes Mills) — переписна місцевість (CDP) в США, в окрузі Міффлін штату Пенсільванія. Населення — 698 осіб (2020).

## Географія
Стродс-Міллс розташований за координатами 40°32′40″ пн. ш. 77°40′39″ зх. д. / 40.54444° пн. ш. 77.67750° зх. д. (40.544419, -77.677474).  За даними Бюро перепису населення США в 2010 році переписна місцевість мала площу 4,91 км², з яких 4,91 км² — суходіл та 0,00 км² — водойми.

## Демографія
Згідно з переписом 2010 року, у переписній місцевості мешкало 757 осіб у 314 домогосподарствах у складі 231 родини. Густота населення становила 154 особи/км².  Було 330 помешкань (67/км²).
Расовий склад населення:
| - 98,9 % — білих - 0,3 % — чорних або афроамериканців - 0,1 % — азіатів |

До двох чи більше рас належало 0,7 %. Частка іспаномовних становила 0,5 % від усіх жителів.
За віковим діапазоном населення розподілялося таким чином: 20,9 % — особи молодші 18 років, 60,5 % — особи у віці 18—64 років, 18,6 % — особи у віці 65 років та старші. Медіана віку мешканця становила 43,8 року. На 100 осіб жіночої статі у переписній місцевості припадало 100,8 чоловіків;  на 100 жінок у віці від 18 років та старших — 97,7 чоловіків також старших 18 років.
Середній дохід на одне домашнє господарство  становив 52 190 доларів США (медіана — 41 875), а середній дохід на одну сім'ю — 65 298 доларів (медіана — 52 727). За межею бідності перебувало 7,1 % осіб, у тому числі 0,0 % дітей у віці до 18 років та 12,8 % осіб у віці 65 років та старших.
Цивільне працевлаштоване населення становило 282 особи. Основні галузі зайнятості: освіта, охорона здоров'я та соціальна допомога — 30,9 %, виробництво — 19,5 %, роздрібна торгівля — 14,5 %, оптова торгівля — 13,8 %.